# Lionel Taminiaux
Lionel Taminiaux (Ottignies, 21 de maio de 1996) é um ciclista belga que milita nas fileiras do conjunto Alpecin-Fenix.

## Palmarés
- 2018
- Grande Prêmio Criquielion[1]

- 2019
- La Roue Tourangelle[2]